# Björlanda kile

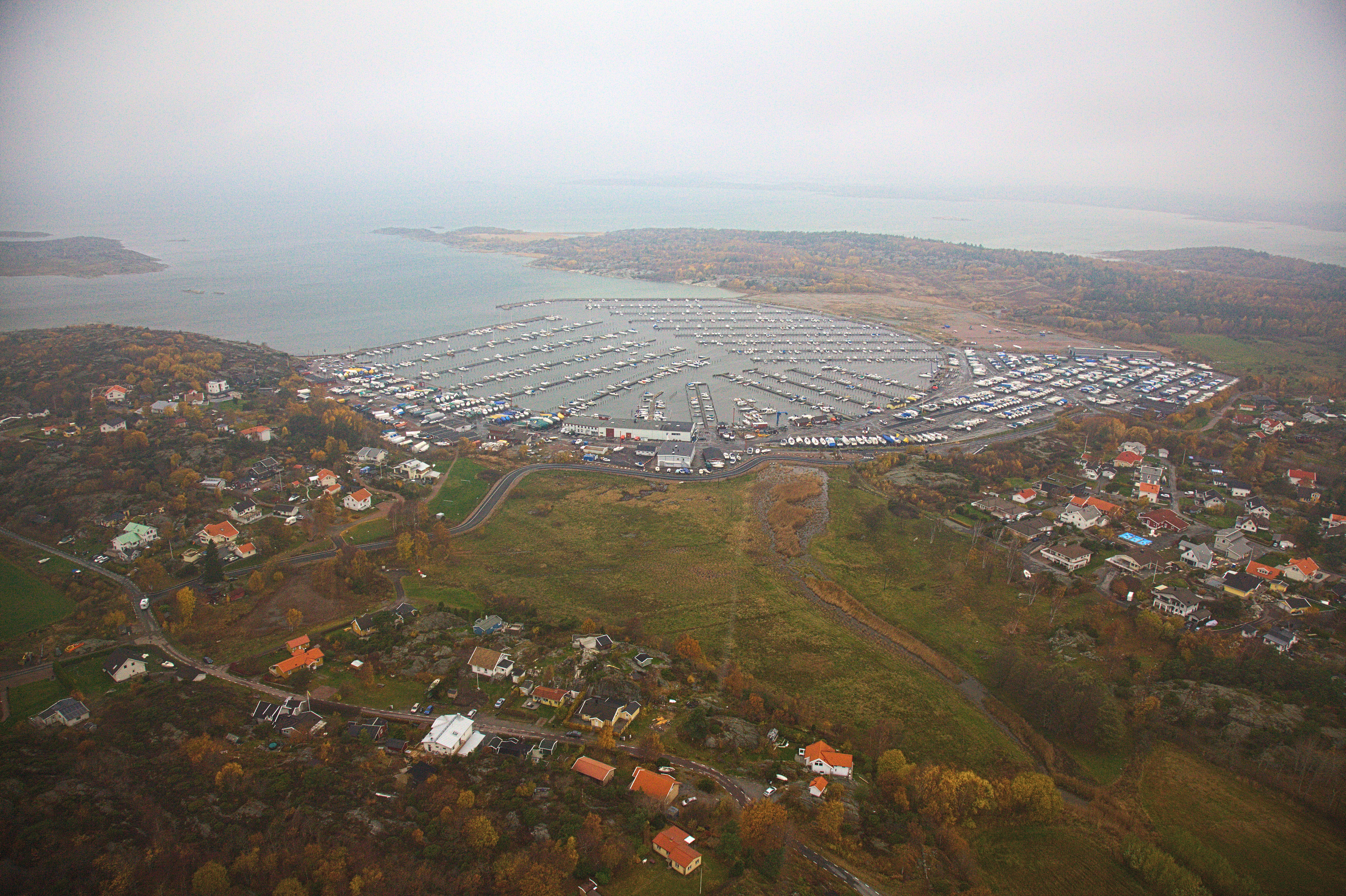
Helikopterbild över Björlanda kile, 2013.

Björlanda kile är en vik på Hisingen i Göteborg, söder om Nordre älvs mynning.
I inre delen av viken finns en småbåtshamn. Den är en av Europas största. Den har omkring 2 400 platser och med ett djup på 2,5 meter, samt plats för 1 500 vinterupplagda båtar. I hamnen finns även ett varv, en serviceverkstad för motorer (främst utombordare), en hamnförening, tre båtklubbar samt flera båttillbehörsbutiker och båtförsäljare. Båtklubbarna är Björlanda Kiles Segelsällskap (BKSS), Färjenäs Segel och Motorbåtsklubb (FSMK) och Björlanda Båtsällskap (BBS).
Hamnen har sedeltank för både bensin och diesel samt möjlighet till latrintömning och tillgång till mastkranar.